# 岡山県立鴨方高等学校
岡山県立鴨方高等学校（おかやまけんりつかもがたこうとうがっこう）は、岡山県浅口市鴨方町鴨方にある県立の高等学校。

## 概要
浅口市内唯一の県立高校。全県学区で二期制を採用している。学科は総合学科のみであるが、必履修科目に加え100科目以上の中から自由に選択、3年間で学ぶ科目のうち3分の2近くを自由選択科目の中から選ぶことで一人ひとりが異なる独自の時間割を組むことができる。

## 沿革
- 1908年（明治41年）4月20日 岡山県下唯一となる村立の觀生女学校が設立される。
- 1911年（明治44年）4月6日 高等女学校令第11条第2項により觀生実科高等女学校に改称。
- 1920年（大正9年）3月31日 觀生高等女学校に改称。
- 1942年（昭和17年）4月1日 県営に移管。
- 1943年（昭和18年）4月20日 岡山県鴨方高等女学校に改称。
- 1948年（昭和23年）4月1日 学制改革により、岡山県鴨方高等女学校が岡山県立鴨方高等学校改称し中学校を併設。
- 1950年（昭和25年）6月2日 岡山県高等学校学則が制定され全日制に家庭過程と小学区制が導入される。
- 1960年（昭和35年）3月31日 觀生高等女学校を廃校。
- 1971年（昭和46年）4月1日 岡山県寄島高等学校を編入し、同校を寄島校舎とする。
- 1972年（昭和47年）3月31日 寄島校舎を廃止。

## 交通アクセス
- JR西日本山陽本線 - 鴨方駅

## 主な出身者
- 金元寿子(声優)

## 部活動

### 運動系
ソフトテニス部
ダンス部
バスケットボール部
フィールド部
- ラグビー部・サッカー部・軟式野球部が統合

旧ラグビー部は第11回全国高等学校選抜ラグビーフットボール大会に出場。
倉敷工業、興譲館との連合チームで第11回全国高等学校選抜ラグビーフットボール大会に出場。

### 文化系
写真部
吹奏楽部
書道部